# العبودية في العراق

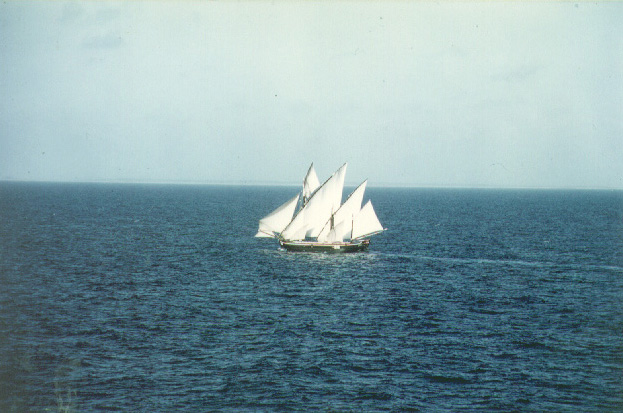
كانت تستخدم السفن الشراعية لنقل البضائع والعبيد.

ثورة الزنج.

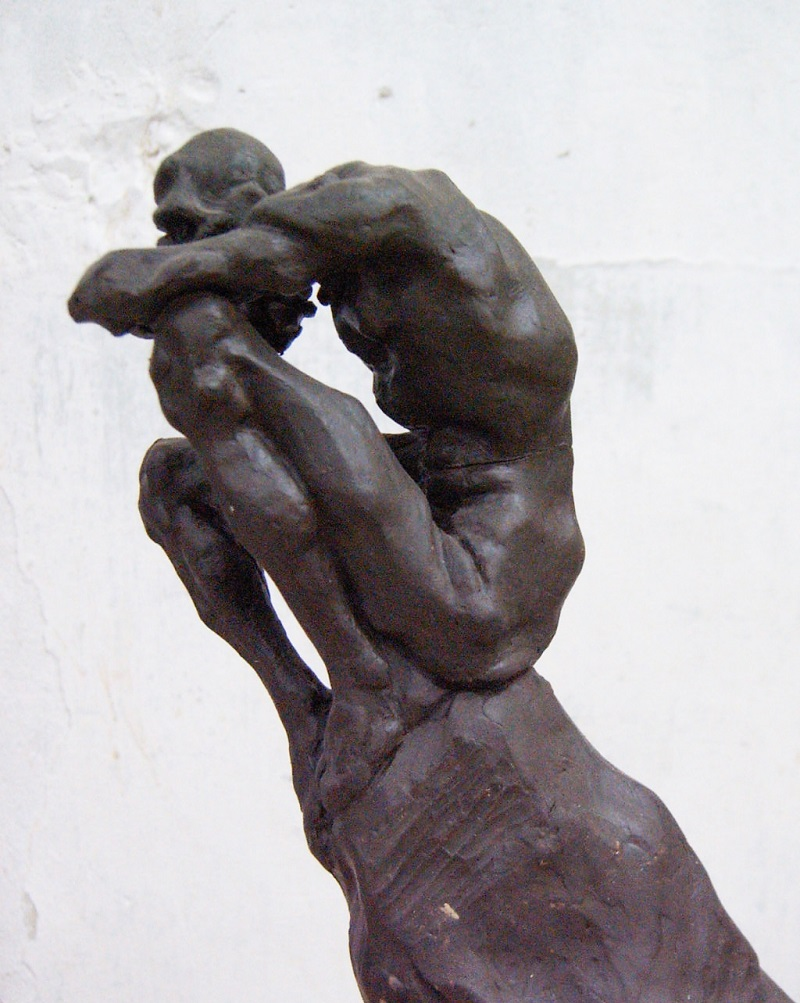
ثورة الزنج – ثورة الزنج – لأحمد باراكي زاده.

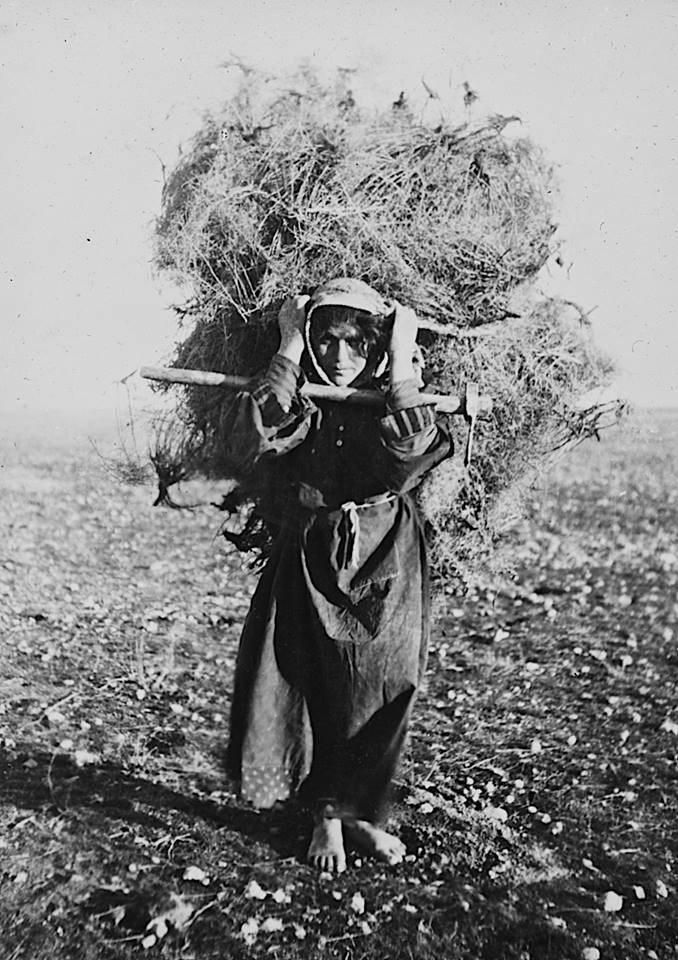
امرأة أرمنية في العبودية بعد الإبادة الجماعية تحمل نبات الشوك كوقود لمنزلها.

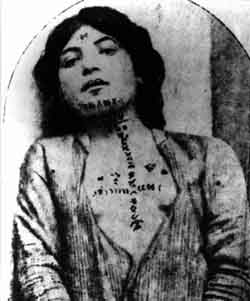
أمة أرمينية.

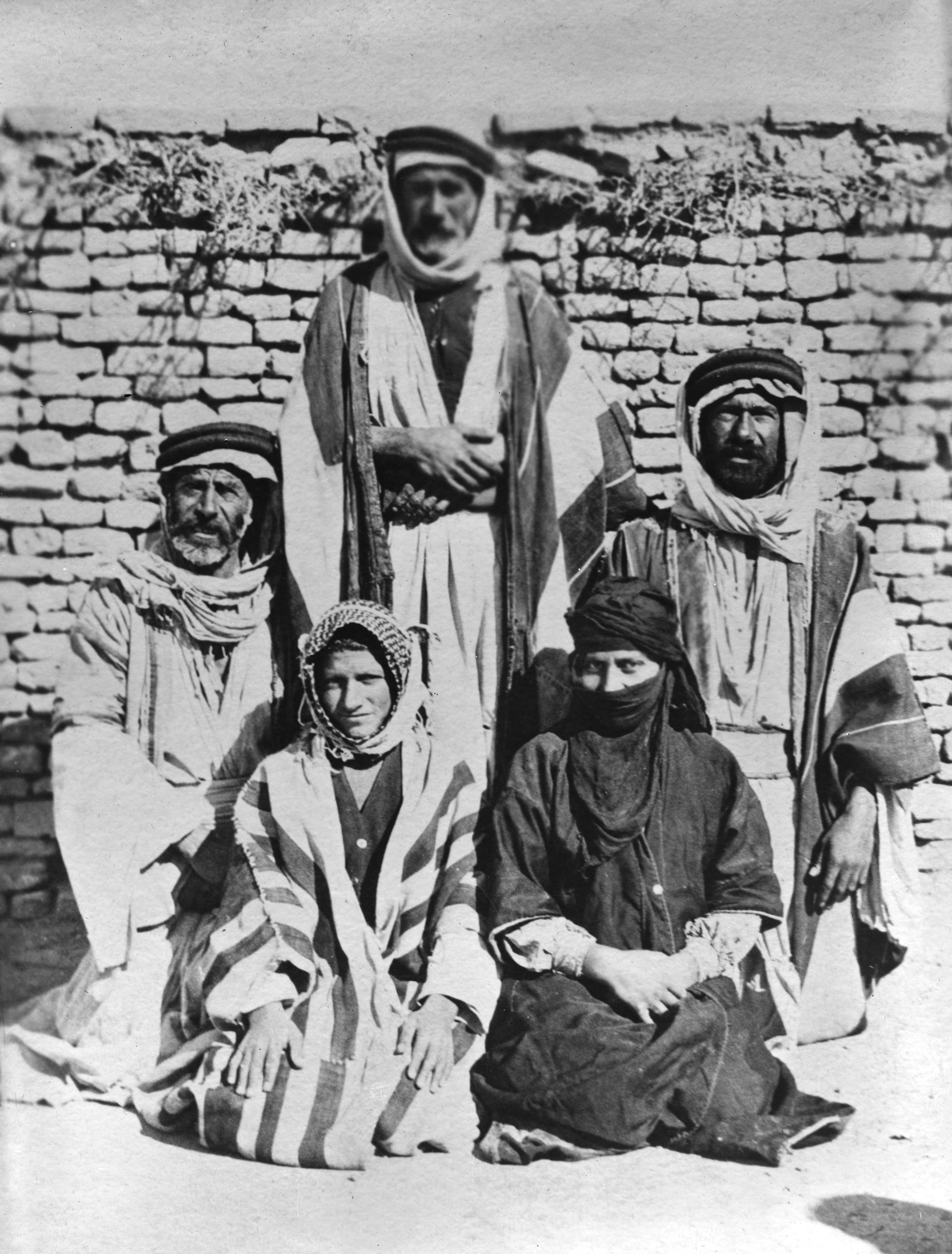
الأرمن المسلمون الذين تم "إنقاذهم من العرب" بعد الحرب.

كانت العبودية موجودة في أراضي دولة العراق الحديثة حتى عشرينيات القرن العشرين.
عندما أصبحت المنطقة التي أصبحت فيما بعد دولة العراق الحديثة مركزا للخلافة العباسية (750-1258) كانت المنطقة وجهة رئيسية لتجارة الرقيق وكان يتم استيراد العبيد إلى العراق من الشمال على طول طريق تجارة الفولجا ومن الغرب عبر تجارة الرقيق في البحر الأحمر ومن الجنوب عبر تجارة الرقيق في المحيط الهندي. استمرت تجارة الرقيق إلى المنطقة والعبودية فيها خلال الحكام اللاحقين وظل العراق العثماني (1534-1920) وجهة لتجارة الرقيق الدولية في الشرق الأوسط.
في ظل الحرب العالمية الأولى وقع العراق العثماني تحت حكم البريطانيين الذين كرهوا العبودية. تم إلغاء العبودية رسميا في العراق عام 1924. كان العراق أول دولة خليجية تحظر فيها العبودية. العديد من أعضاء الأقلية الأفرو عراقية هم من نسل العبيد السابقين.
وفي القرن الحادي والعشرين مارس الإرهابيون الإسلاميون العبودية مرة أخرى في المناطق الخاضعة لسيطرتهم في سوريا والعراق.

## التاريخ
تاريخيا انعكست مؤسسة العبودية في منطقة العراق المتأخرة في مؤسسة العبودية في الخلافة الراشدة (632-661) والعبودية في الخلافة الأموية (661-750) والعبودية في الخلافة العباسية (750-1258).

### الخلافة العباسية (750-1258)
كان العراق مركز الخلافة العباسية حيث لعبت العبودية دورا رئيسيا. كانت تجارة الرقيق كبيرة أيضا خلال الخلافة الأموية ولكن بعد ذلك كانت تغذيها أسرى الحرب والأشخاص المستعبدين كضريبة ولكن خلال الخلافة العباسية حلت تجارة الرقيق محل الأشخاص الذين تم شراؤهم من خلال تجارة الرقيق التجارية المقدمة لأسواق الرقيق في البصرة وبغداد وسامراء.
تم نقل العبيد في القرن التاسع من تجارة الرقيق في البحر الأحمر إلى جدة ومكة والمدينة وبواسطة القوافل عبر الصحراء إلى بغداد وكذلك عبر تجارة الرقيق في المحيط الهندي بالقوارب عبر الخليج العربي إلى رأس الخيمة ودبي وبندر عباس وبوشهر والبصرة.
تم استخدام العبيد الإناث في المقام الأول إما كخادمات منزليات أو محظيات (عبيد جنس) بينما تم استخدام العبيد الذكور في عدد من المهام. ركزت تجارة الرقيق في العالم الإسلامي على النساء لاستخدامهن كخادمات منزليات وعبيد جنس. تم تهريب النساء إلى الحريم الملكي العباسي من أوروبا عبر طريق التجارة الفولجا وكذلك من أفريقيا وآسيا. قدر الكتاب المعاصرون في أواخر القرن التاسع أن هناك حوالي 300000 عبد في العراق. أدت الظروف القاسية إلى تمرد كبير للعبيد يُعرف باسم ثورة الزنج والذي استمر بين عامي 869 و883. ويقدر أن الآلاف وربما الملايين من الأفارقة والبربر والأتراك والأوروبيين من شمال شرق أوروبا (الصقالبة) قد استعبدوا في هذه الفترة الزمنية.

### العراق العثماني (1534–1920)

#### تجارة الرقيق
خلال القرن التاسع عشر كان طريق الرقيق من إفريقيا إلى العراق العثماني من الساحل الشرقي لأفريقيا عبر تجارة الرقيق في المحيط الهندي وتجارة الرقيق في البحر الأحمر عبر الخليج العربي وبالقوافل عبر الصحراء على التوالي.
في عام 1847 أفادت القنصلية البريطانية في بغداد:
أثناء الإبادة الجماعية للأرمن في الفترة 1915-1923 استعبد العديد من الأرمن وخاصة النساء والفتيات والفتيان دون سن الثانية عشرة من قبل المسلمين في سوريا والعراق العثمانيين. تم بيع الفتيات والأطفال الأرمن من سوريا إلى الحريم وبيوت الدعارة في العراق العثماني مثل بغداد.

#### الوظيفة والظروف
كانت العبيد الإناث يستخدمن في المقام الأول إما كخادمات منزليات أو كمحظيات (عبيد جنس) بينما كان العبيد الذكور يستخدمون في عدد من المهام.
كان العبيد في الإسلام موجهين بشكل أساسي إلى قطاع الخدمات - المحظيات والطهاة والحمالين والجنود - وكانت العبودية نفسها في المقام الأول شكلا من أشكال الاستهلاك وليس عاملا من عوامل الإنتاج. الدليل الأكثر دلالة على ذلك موجود في نسبة الجنس بين العبيد الذين تم تداولهم في الإمبراطورية الإسلامية عبر القرون كان هناك ما يقرب من اثنتين من الإناث لكل ذكر. وبصرف النظر عن العبودية الجنسية الصريحة كان لدى معظم العبيد الإناث أعمال منزلية. وغالبا ما كان هذا يشمل أيضا العلاقات الجنسية مع أسيادهن - وهو الدافع القانوني لشرائهن والأكثر شيوعا.

## النشاط ضد تجارة الرقيق
بعد الاحتلال البريطاني لبغداد العثمانية خلال الحرب العالمية الأولى عام 1917 حرر البريطانيون 80 فتاة أرمنية مستعبدة من أسر مسلمة وفي عام 1919 أفاد البريطانيون أن هناك حوالي 1000 أرمني في بغداد وأن عددهم يزداد طوال الوقت عندما يتم تحرير المزيد من الفتيات والأطفال الأرمن المستعبدين من مختلف الأسر والقرى العربية.
بعد الهدنة أمرت الحكومة العثمانية في القسطنطينية الحكام المحليين في الإمبراطورية العثمانية بتوطين النساء والأطفال المسيحيين (المستعبدين) وتسليمهم للهيئات المسيحية. نظم الأرمن المصريون فرقا لاستعادة الأرمن المستعبدين من البدو في سوريا وبلاد ما بين النهرين (العراق) وذكر أحد هذه الفرق بقيادة روبن هيريان أنهم حرروا 533 امرأة وطفلا مستعبدا بين يونيو وأغسطس 1919.
عملت العديد من الجهات الفاعلة من بينها عصبة الأمم وأصدقاء أرمينيا البريطانيون وجمعية الإغاثة الأرمنية السورية وكارين جيبي على ضمان تحرير الأرمن المستعبدين وبعضهم نشط حتى أواخر الثلاثينيات. في تقريرها إلى عصبة الأمم في جنيف في مايو 1927 ذكرت كارين جيبي أنه تم تحرير 1600 أرمني مستعبد من العبودية في فترة خمس سنوات في المقام الأول من سوريا ومع ذلك ظل آلاف الأرمن في العبودية.

### الإلغاء
في عام 1921 تحولت العراق العثمانية السابقة إلى مملكة العراق تحت الحماية البريطانية. وبالتالي كان الحاكم العراقي الجديد يعتمد على دعم البريطانيين الذين كرهوا العبودية. كانت الإمبراطورية البريطانية بعد أن وقعت على اتفاقية العبودية لعام 1926 كعضو في عصبة الأمم ملزمة بالتحقيق في العبودية وتجارة الرقيق والإبلاغ عنها ومكافحتها في جميع الأراضي الخاضعة للسيطرة المباشرة أو غير المباشرة للإمبراطورية البريطانية.
تم حظر العبودية رسميا في العراق في عام 1924 بموجب مرسوم ملكي أصدره الملك فيصل الأول ملك العراق.
العديد من أفراد الأقلية الأفارقة العرب هم من نسل العبيد السابقين. وهم يتعرضون للتمييز العنصري فيما يتعلق بعبودية الماضي.

## القرن الحادي والعشرين
للتعرف على إحياء العبودية في الأراضي التي احتلها تنظيم الدولة الإسلامية في العراق وسوريا في القرن الحادي والعشرين انظر العبودية في الجهادية في القرن الحادي والعشرين والإبادة الجماعية لليزيديين على يد تنظيم الدولة الإسلامية.